# 刪除線

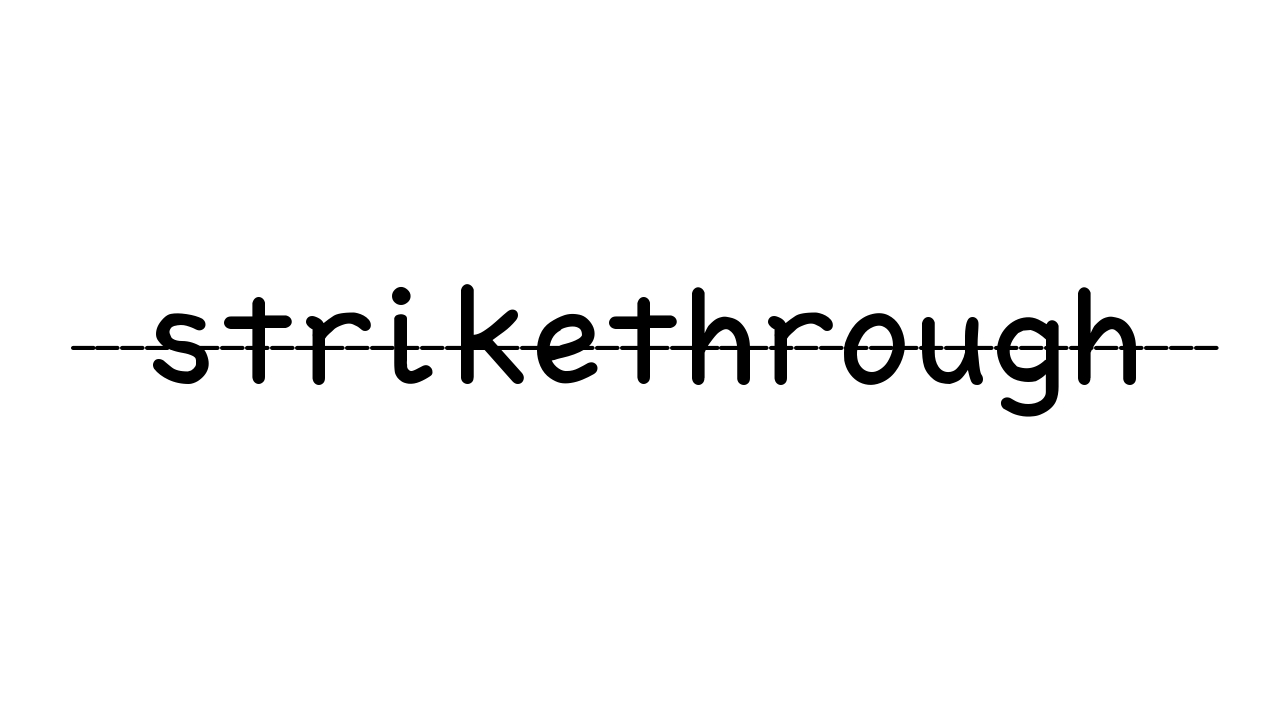
删除线示例

删除线是一種表示文字可以刪除（即文字內容並非是作者想要表達的意思）的直線，刪除線的高度正好位於文字高度的一半，就像這樣。它是字体排印学中的一種概念。不過被刪除線劃過的文字依然可以顯示。 